# Guillermo Tell Villegas
Guillermo Tell Villegas (Valencia, 1823 – Valencia, 21 marzo 1907) è stato un politico venezuelano.
È stato presidente della repubblica sudamericana in tre occasioni, dal 28 giugno 1868 al 20 febbraio 1869, tra il 26 e il 27 aprile 1870 e dal 17 giugno al 7 ottobre 1892.
Iniziò la carriera politica dopo aver conseguito la laurea in legge presso l'"Universidad Central de Venezuela". Nel 1859 divenne governatore di Barinas e nel 1863 fu deputato nell'"Asamblea de La Victoria". In seguito, nel 1863, divenne sottosegretario del ministero dell'Interno e della Giustizia durante il governo di Juan Crisóstomo Falcón e nell'agosto dello stesso anno divenne ministro del medesimo ministero ed anche del ministero degli esteri a causa dell'assenza dell'incaricato Antonio Guzmán Blanco. In questo periodo fu fautore del decreto sulle Garanzie Costituzionali, in cui la pena capitale, l'esilio e la prigione per motivi politici vennero eliminati, a garanzia della libertà di espressione. Nel 1864 venne eletto membro dell'"Alta Corte Federal" e due anni dopo fu eletto alla "Suprema Corte Federal".
Nel 1867, a causa di un forte disaccordo col governo Juan Crisóstomo Falcón, partecipò con Pedro Ezequiel Rojas, Elías Rojas, Martín Sanabria e José Antonio Mosquera alla revolución conosciuta come "La Genuina", presieduta da Luciano Mendoza.
Nell'aprile 1868 diventò presidente della Camera dei deputati, opponendosi apertamente al governo Falcón. Grazie al trionfo, nel giugno 1868, della Revolución Azul, divenne un'importante figura del nuovo governo, in qualità di ministro delle Relazioni Esterne e presidente del Consiglio del Governo, per poi divenire presidente della repubblica il 28 giugno dello stesso anno. Cominciò, così, a concedere l'amnistia ai prigionieri politici, emanò la Costituzione Federale del 1864, rese effettive le garanzie dei diritti dei cittadini e abolì del tutto il regime stabilito da Falcón.
Nel 1884 scrisse un libro di grammatica castigliana e nel 1887 fu autore del libro Homófonos de la lengua castellana.
Nel 1889 presentò un rapporto al ministero della Pubblica Istruzione per la formazione di un catalogo dei libri per l'istruzione pubblica venezuelana. Nel 1889 divenne egli stesso ministro della Pubblica Istruzione sotto il governo di Juan Pablo Rojas Paúl. Nel 1892 fu designato presidente del Consiglio Federale da Raimundo Andueza Palacio, e con questa carica diventò temporaneamente presidente della repubblica a causa dello scoppio della Revolución Legalista di Joaquín Crespo. Dopo la fine del governo Andueza ed il trionfo del movimento di Crespo, andò in esilio e si allontanò per sempre dalla politica. Nel 1895 venne pubblicato il suo libro più importante: Primer libro venezolano de literatura, ciencias y bellas artes.